# 파이널 데스티네이션 3
《파이널 데스티네이션 3》(영어: Final Destination 3)은 2006년에 개봉한 미국의 초자연 공포 영화이다. 시리즈 첫 번째 작품 감독이었던 제임스 웡이 다시 연출을 맡았다. 파이널 데스티네이션 시리즈 세 번째 작품이자 《파이널 데스티네이션 2》의 속편이다. 주인공은 놀이공원에서 롤러코스터 사고를 예지하여 자신과 친구들의 죽음을 막지만 그 후 생존자들이 차례로 죽어가는 것을 보게 되고, 주인공 일행은 이러한 죽음의 고리를 끊으려고 한다.
속편 《파이널 데스티네이션 4》(2009)로 이어진다.

## 줄거리
주인공 웬디 크리스천슨(메리 엘리자베스 윈스테드 분)과 친구들은 고등학교 졸업을 기념하여 놀이공원을 방문한다. 친구들과 함께 데블스 플라이트(Devil's Flight)라는 롤러코스터에 오른 웬디는 모든 탑승자가 운행 도중에 사고로 사망할 것이라는 예감을 느낀다.
예감에서 깨어난 후 아직 출발하지 않은 열차 위에서 웬디는 공포에 질려 롤러코스터에서 내린다. 웬디의 가장 친한 친구 캐리 드라이어(지나 홀든 분)의 남자친구인 케빈 피셔(라이언 메리먼 분)가 웬디를 진정시키러 내리고, 애슐리 프렌드(셜랜 시먼스 분), 애슐린 핼퍼린(크리스털 로 분), 프랭키 치크스(샘 이스턴 분), 루이스 로메로(텍사스 배틀 분), 에린 얼머(앨릭스 존슨 분), 이언 매킨리(크리스 렘키 분)가 사건에 휘말려 내리게 된다. 잠시 후 롤러코스터는 예감했던 대로 추락하고, 내리지 못하였던 캐리 그리고 웬디의 남자친구인 제이슨 와이즈(제시 모스 분)는 사망한다.
사고 후 학교에 잠깐 들른 웬디는 케빈을 만나는데, 케빈은 전에 일어났던 이와 비슷한 사고인 180편 폭발 사고에 대하여 말해준다. 웬디는 이를 무시하지만 얼마 되지 않아 애슐리와 애슐린이 인공 태닝 기계 위에서 산 채로 불에 타서 사망한다.
장례식장에서 케빈과 웬디는 다시 만나고 둘은 웬디가 놀이공원에서 찍었던 이상한 전조들이 남겨진 사진들을 바탕으로 다른 생존자들을 구하려고 나선다. 하지만 프랭키는 드라이브 스루 식당에서 자동차 엔진에 의해 머리 뒷부분이 갈려 사망한다. 그 다음으로 운동하고 있는 루이스를 구하러 가지만 그들의 이야기를 믿지 않는 그는 결국 웨이트 기구에 얼굴이 눌려 사망한다. 이어 그들은 고스족 커플인 이언과 에린을 구하려고 그들이 일하는 철물점에 방문하지만 이언과 에린 역시 둘의 경고에 냉소적인 태도를 취한다. 잠시 후 이언은 나무 막대와 판자에 의해 죽을 뻔한 위기를 케빈과 웬디의 도움으로 벗어나지만, 에린은 이 과정에서 날아온 톱밥들로 인해 뒤로 쓰러지고, 네일 건에서 발사된 여러 발의 못이 그녀의 머리를 관통하여 사망한다.
둘은 롤러코스터에 앉아 있던 자리의 순서에 따라 사람들이 사망한다고 추정해 자신들이 그 다음 순서라고 생각한다. 하지만 집에 돌아온 웬디는 사진을 뒤지던 도중 여동생 줄리(어맨다 크루 분)가 롤러코스터에 타고 있었으며, 줄리와 그 옆에 앉아 있던 사람이 다음 차례라는 것을 발견한다.
웬디는 줄리를 쫓아 마을 축제에 가게 되고, 케빈도 안전 요원으로 그 축제에 참가한다. 축제 도중 놀란 말이 줄리의 목에 밧줄을 묶어 그녀를 끌고 다니며 줄리가 죽을 위기에 처하지만 케빈이 구조한다. 줄리 옆에 앉았던 사람이 줄리의 친구인 페리 맬리나우스키(매기 마 분)라는 것을 알게 되지만 곧 말에 의해 날아온 깃대가 페리의 배를 관통한다. 그 다음으로 케빈이 폭발에 의해 사망할 뻔 하지만 웬디가 그를 구한다. 사람들이 도망가는 도중 이언이 나타나 모든 사건을 웬디의 탓으로 돌리며, 자신의 차례는 지나갔기 때문에 안전하다고 말한다. 하지만 폭죽에 맞은 크레인이 무너지며 이언을 압사시킨다.
다섯 달 후 줄리와 케빈 그리고 웬디는 우연히 지하철 열차 내에서 만난다. 웬디는 지하철이 탈선하며 탑승자들이 모두 사망하고, 자신은 맞은 편에서 다가오는 열차에 치이게 될 예감을 느낀다. 예감에서 깨어난 웬디와 줄리, 케빈은 열차를 멈추려 하지만 실패하고, 열차가 탈선하는 소리만을 들려준 채로 화면이 어두워진다.

## 출연진
- 메리 엘리자베스 윈스테드 - 웬디 크리스천슨 역
- 라이언 메리먼 - 케빈 피셔 역
- 크리스 렘키 - 이언 매킨리 역
- 앨릭스 존슨 - 에린 얼머 역
- 샘 이스턴 - 프랭키 치크스 역
- 제시 모스 - 제이슨 와이즈 역
- 지나 홀든 - 캐리 드라이어 역
- 텍사스 배틀 - 루이스 로메로 역
- 셜랜 시먼스 - 애슐리 프렌드 역
- 크리스털 로 - 애슐린 핼퍼린 역
- 어맨다 크루 - 줄리 크리스천슨 역
- 매기 마 - 페리 맬리나우스키 역
- 익스테이지아 샌더스 - 앰버 리건 역
- 패트릭 갤러거 - 콜큇 역
- 코리 몬티스 - 커힐 역
- 더스틴 밀리건 - 마커스 역
- 토니 토드 - 악마 / 지하철 차장 역 (목소리)
- 아감 다시 - 로라 역

## 제작

### 개발
시리즈의 첫 번째 영화에서 이미 감독을 한 번 맡았던 제임스 웡은 가장 어려웠던 부분이 오프닝 사고를 정하는 것이라고 밝혔다. 영화의 오프닝 사고 장면인 롤러코스터 사고는 제작자 중 한 명인 리처드 브레너가 제안하였다. 영화 내의 사고들을 고안해내기 위하여 제작자 중 한 명인 글렌 모건은 실제로 선셋 대로에 있는 철물점에 하루에 세 시간씩 사나흘간을 보냈으며, 밀실공포증을 가진 아내의 추천을 받아 인공 태닝 기계도 확인해보았다. 인공 태닝 장면에서는 조금 더 실감나는 사망 장면을 만들기 위해 높은 수위의 노출을 보이게 되었다.
전편들과 다른 신선한 부분을 만들어 내기 위해 추가된 부분이 죽음의 실마리를 담고 있는 사진이었다. 또한 "죽음" 외에도 어떤 면에서는 위협이 될 수 있을 만한 인간의 요소를 집어넣으려 했고, 그래서 등장인물 중 이언을 여자친구의 죽음으로 정신적 문제가 생겨 웬디에게 위협을 가하게 되는 등장인물로 만들었다. 주인공 웬디의 경우 "통제력의 부재"(loss of control)를 테마로 삼았다.
완전히 새로운 등장인물들을 가지고 진행하려 하였기 때문에 전편의 생존자들을 다시 등장시키지 않기로 하였다. 지난 두 전 편 모두에 등장하였던 토니 토드 역시 제작 초기에서부터 영화에 등장시키지 않도록 결정하였다. 이는 파이널 데스티네이션 시리즈가 지난 두 편에서 벗어나서 이 영화에서와 같이, 비슷한 상황이지만 새로운 등장인물들을 가지고 진행할 수 있을 지를 보기 위해서였으며, 또한 대본상 배경이 위치적으로 전작들과 다른데 그를 또 등장시키는 것이 다소 비논리적일 수 있으며, 토니 토드의 캐릭터가 "규칙"에 관해서 설명하는 장면이 영화의 흐름을 늦춘다고 생각했기 때문이다. 하지만 마무리 단계에서 그의 목소리를 등장시키는 것이 제안되었고, 토니 토드는 결국 롤러코스터 앞에 있는 악마상의 목소리와 지하철 방송의 목소리로 등장하게 되었다.
원래 영화는 이언이 사망하고, 남은 생존자들은 그냥 가버리며 화면이 어두워지는 것으로 결말이 날 예정이었다. 하지만 시사회에서 결말에 대한 관객들의 반응이 좋지 않았고, 관객들의 반응이 나오기 이전에도 제작자들은 결말이 너무 갑작스럽다는 것을 인지하고 있었기에 재촬영을 결정하게 되었다. 시사회 전에 제임스, 크레이그, 글렌이 모여 이야기를 하였고, 크레이그가 전편인 《데스티네이션 2》에 등장했던 생존자들을 다시 등장시키는 것을 제안하였으며, 또한 제임스는 지하철 장면을 제안하여 지하철 장면으로 결말을 맺기를 결정하였다. 지하철 장면에 전편의 생존자도 탑승시켜 라이언과 메리의 캐릭터가 하는 이야기를 그들이 엿듣게 하려는 아이디어도 있었으나, 일정이 맞지 않아 실행되지 못 하였다.

### 촬영

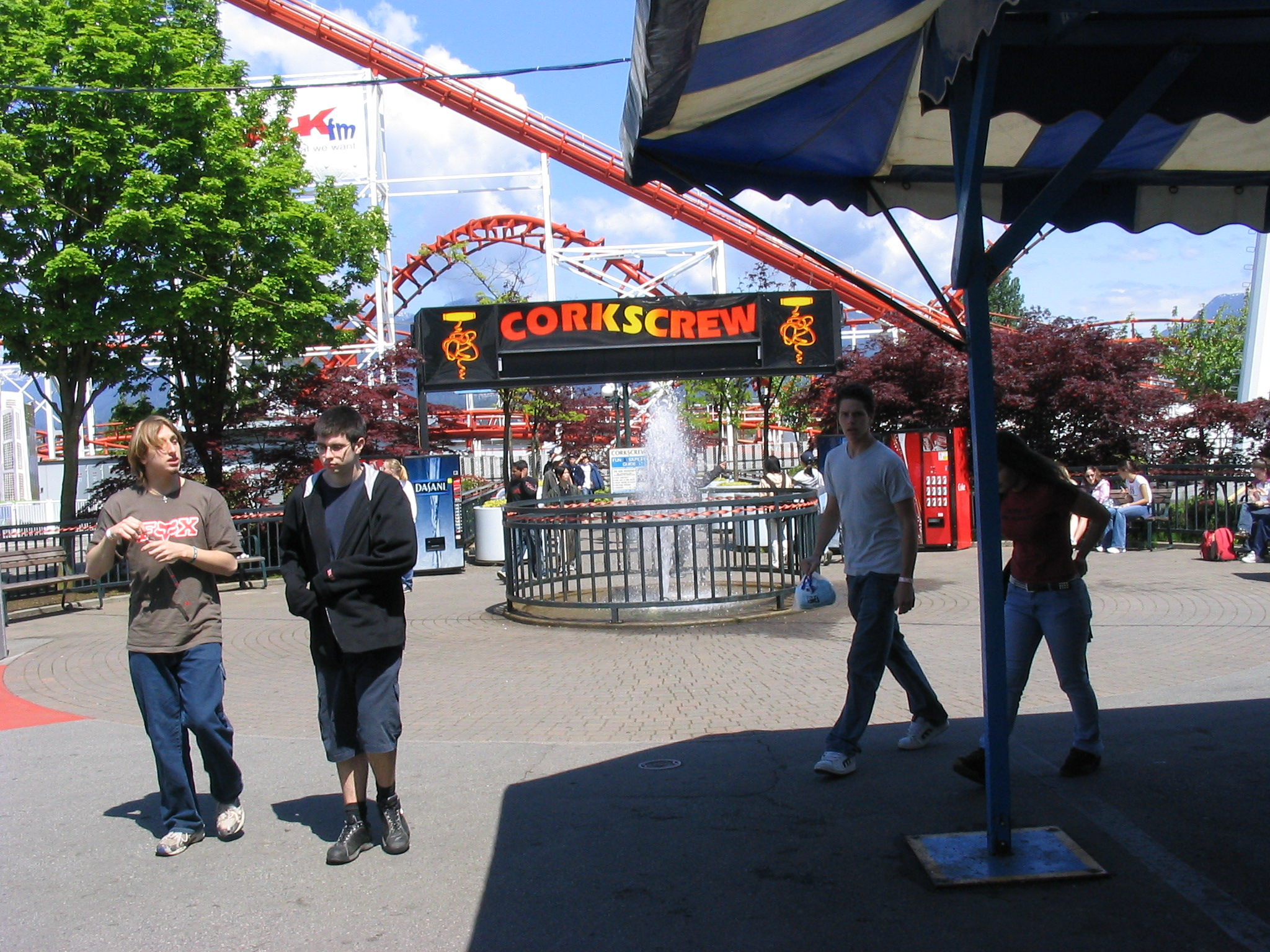
롤러코스터 사고 촬영이 이루어진 코르크스크루 롤러코스터

영화의 대부분의 촬영은 캐나다 밴쿠버에서 이루어졌다. 제임스는 롤러코스터 사고를 촬영하기 위해 놀이공원의 허락을 받는 것이 어려운 부분이었다고 밝혔다. 제작진들은 미국 전역에 걸쳐서 롤러코스터를 사용할 수 있는 놀이공원을 찾으려 했으나, 라스베이거스에 있는 한 곳에서만 허락을 받을 수 있었다. 하지만 놀이공원 측에서 대본을 읽어본 후 거절하였고, 결국 밴쿠버에 있는 80 피트 높이의 롤러코스터를 사용해야 했다. 롤러코스터 사고 장면은 밴쿠버에 위치한 놀이동산인 플레이랜드(Playland)의 스틸(steel) 롤러코스터인 코르크스크루(Corkscrew)에서 촬영되었다. 계획상으로는 실제 롤러코스터의 높이보다 높은 200 피트의 하강 구간이 필요하였기 때문에 롤러코스터는 CGI를 이용하여 원래의 크기보다 더 크게 표현되었다. 영화에 등장한 롤러코스터 앞에 있는 큰 악마상은 영화를 위해서 새로 지어진 것이며, 스티로폼으로 만들어졌다. 놀이공원 장면을 찍는 데에만 2주일이 걸렸으며, 배우들은 롤러코스터를 스무 번 이상 타야 했고, 또한 현실성을 높이기 위해 8피트 가량의 높이에서 안전장치를 느슨히 하고 거꾸로 매달린 상태로 연기하기도 하였다. 촬영하는 동안 놀이동산은 폐장되었으나, 놀이기구들은 촬영을 위해 작동되었다.
본 촬영은 약 3개월이 걸려 2005년 7월에 끝났으며, 결말의 수정을 위하여 같은 해 11월부터 밴쿠버에서 재촬영을 하게 되었다. 새로이 바뀐 결말인 지하철 장면은 《맨 인 블랙 2》의 벌레가 지하철 열차를 먹는 장면에서 나온 열차를 구하여 밴쿠버로 옮긴 후 촬영하였다. 실감나는 지하철 사고 장면을 위하여 열차는 양방향으로 60도 회전할 수 있도록 올려졌고, 또한 지하철역과 터널 세트장도 영화 촬영을 위해서 새로 지어졌다.
3D로 촬영될 계획도 있었으나, 최신 3D 기술을 이용하기 위해서 스크린을 다시 꾸미는 데에 필요한 비용이 지나친 탓에 3D 계획은 취소되었으며, 후속작인 《파이널 데스티네이션 4》에서 3D 기술이 적용되었다.

## 발매

### 극장 상영
미국에서는 2006년 2월 10일 개봉하였으며, 미국 내에서 개봉 첫 주말에 2,880 개의 스크린에서 개봉되어 1,920만 달러의 수입을 올리며 《핑크 팬더》에 이어 박스 오피스 2위에 올랐다. 다음 주에는 5위, 다다음 주에 7위에 오르며 3주간 주말 박스 오피스 순위 10위권 내에 들었다. 미국 내 마지막 상영일인 2006년 4월 16일까지 66일 동안 총 5,410만 달러의 수입을 올렸으며, 미국 밖에서는 약 6,360만 달러의 수입을 올려 전 세계적으로 약 1억 1,770만 달러의 수입을 올렸다.

### 홈 미디어
두 장의 디스크로 이루어진 "스릴 라이드" 에디션 DVD가 2006년 7월 25일에 2.35:1의 와이드스크린으로 발매되었다. 이 에디션에서는 시청자가 직접 영화 내의 몇몇 상황에서 선택을 하여 영화의 내용을 극장 상영판과는 다르게 진행하게 할 수 있게 해주는 "Choose Their Fate" 옵션이 포함되었다. 이 옵션을 만들기 위해서 제임스 웡은 25 페이지의 대본을 추가로 썼으며, 70만 달러에서 100만 달러 가량이 추가로 소요되었다. 그 외에도 90분 분량의 〈Kill Shot〉이라는 제목의 메이킹 필름, 우연과 확률 그리고 죽음에 대한 짧은 애니메이션인 〈It's All Around You〉, 제임스 웡, 글렌 모건, 로버트 매클라클런의 코멘터리 등이 포함되었다.

### 소설화
2006년에 크리스타 파우스트에 의해서 〈Final Destination III: The Movie〉ISBN 978-1-84416-319-9로 소설화되었다.

## 평가
《파이널 데스티네이션 3》은 평론가들로부터 엇갈린 평가를 받았다. 평가 집계 사이트인 로튼 토마토에 의하면 114개의 평 중에서 45%에 해당하는 51개의 평이 영화를 긍정적으로 평가하였으며, 점수로는 5.1/10을 받았다. 또 다른 평가 집계 사이트인 메타크리틱에서는 28개의 평에 근거하여 41/100의 점수를 받았다.
제임스 버라디넬리는 오프닝 사고는 시리즈 중에서 가장 좋았으며, 파이널 데스티네이션 시리즈의 팬이라면 아마 실망하지 않을 것이라고 밝히며 2.5/4 점을 주었다. 보스턴 글로브의 웨슬리 모리스 역시 3/4점을 주며 시리즈 중 최고의 영화였다고 밝혔다.
반면 로저 이버트는 감독 제임스 웡과 촬영을 맡은 로버트 매클라클런에 대해서는 좋은 평을 주었으나, "누가 죽을지, 그리고 어떤 순서로 죽을지가 모든 사람들에게 확실하기 때문에, 극적인 내용이 공식에 박힌 것이 문제"라고 지적하며, 2/4점을 주었다. 디트로이트 뉴스의 톰 롱은 이 영화가 돈이 되기만 하면, 파이널 데스티네이션 시리즈의 마지막 편은 존재하지 않을 것이며, 그것이 바로 이 영화에서 가장 역겨운 것이라고 혹평하며 D를 주었다. 1/5의 점수를 준 BBC의 스텔라 파퍼마이클은 영화 내의 9·11 테러에 대한 언급이나 등장인물들의 빈약함 등을 비판하였으며, "진짜 비극은 유망한 젊은 여배우인 메리 엘리자베스 윈스테드가 이 고문을 견뎌야 한다는 것"이라고 쓰며 혹평하였다.

## 시청 등급
- 미국: R
- 대한민국: 청소년 관람불가